# 神戸市立大沢小学校
神戸市立大沢小学校（こうべしりつ おおぞうしょうがっこう）は、兵庫県神戸市北区大沢町中大沢に所在する公立小学校。

## 概要
神戸市立大沢中学校とは校舎が同じでこの他、神戸市立大沢幼稚園と大沢児童館が同じ敷地内に存在している。水泳の授業の際使用されるプールや、グラウンドももちろん共同。

## 沿革
- 1873年（明治6年）11月14日 - 上三か村に日進校、下三か村に三省校が開校。
- 1892年（明治25年）12月23日 - 日進校及び三省校が合併し、大沢村立大沢尋常小学校となる。
- 1896年（明治29年）5月2日 - 現在地に移転。
- 1941年（昭和16年）4月1日 - 大沢国民学校と改称。
- 1947年（昭和22年）4月1日 - 大沢村立大沢小学校と改称。
- 1951年（昭和26年）7月1日 - 大沢村が神戸市に編入され、神戸市立大沢小学校と改称。

## 通学区域
神戸市北区に属し、旧大沢村全域に相当。
- 大沢町[2]

※卒業後は基本的に神戸市立大沢中学校に進学する。

## 周辺
- 中大沢公会堂
- 福祉センター
- 大沢連絡所・出張所
- 有馬警察署 大沢駐在所

## 交通
- 神姫バス 13系統「中大沢」より徒歩
- 現在では神戸市北区長尾町の長尾小学校より多数の生徒を受け入れているため、長尾町経由のバスが通学バス代わりに交通手段となっている。

## 通学区域が隣接している学校
- 神戸市立長尾小学校
- 神戸市立義務教育学校八多学園
- 神戸市立好徳小学校
- 三木市立吉川小学校